# Madic
Madic – miejscowość i gmina we Francji, w regionie Owernia-Rodan-Alpy, w departamencie Cantal.
Według danych na rok 1990 gminę zamieszkiwało 239 osób, a gęstość zaludnienia wynosiła 36 osób/km² (wśród 1310 gmin Owernii Madic plasuje się na 612. miejscu pod względem liczby ludności, natomiast pod względem powierzchni na miejscu 934.).